# Zwarttipzaagstaartkathaai
De zwarttipzaagstaartkathaai (Galeus sauteri) is een vissensoort uit de familie van de Pentanchidae. De wetenschappelijke naam van de soort is voor het eerst geldig gepubliceerd in 1909 door Jordan & Richardson.